# Tylersburg
Tylersburg est une census-designated place située dans le comté de Clarion, dans l’État de Pennsylvanie, aux États-Unis. Lors du recensement de 2020, elle compte 157 habitants.